# Jean-Christophe Boullion
Jean-Christophe Joël Louis Boullion, detto Jules (Saint-Brieuc, 27 dicembre 1969), è un pilota di Formula 1 francese, che ha corso con la scuderia Sauber nel 1995, esordendo al Gran Premio di Monaco. In quell'anno conquistò tre punti iridati.
Dopo l'esperienza della Formula 1 passò a correre con le vetture a ruote coperte, gareggiando nella Le Mans Series e conquistando per due volte il podio, nel 2005 e 2006.

## Carriera

### Gli inizi
Boullion cominciò a correre nei kart nel 1982, per poi passare alle monoposto nel 1988, quando fece parte di una scuola di guida a Montlhéry, nei pressi di Parigi. Dopo essere risultato il migliore nella scuola prese parte al campionato di Formula Ford 1600, che vinse l'anno seguente e passò alla F3 francese.
Nel 1993 passò quindi al campionato europeo di Formula 3000 che vinse l'anno seguente. Ebbe quindi l'occasione di testare una Williams.

### Formula 1
Dopo aver testato una Williams FW16B a fine 1994, entrò a tutti gli effetti nel Circus nel 1995 inizialmente come collaudatore della Williams, successivamente dopo i postumi dell'incidente occorso a Karl Wendlinger il quale non recuperò come sperato, ebbe quindi l'occasione di debuttare in Formula 1 con la Sauber al Gran Premio di Monaco in sostituzione appunto di Karl Wendlinger. Proprio durante le prove libere ebbe un incidente nel medesimo punto in cui l'anno precedente l'austriaco rischiò la vita. Con la squadra svizzera giunse due volte a punti, rispettivamente con un 5º posto in Germania ed un 6º a Monza e finì più volte tra i primi 10, ma raramente sia in qualifica che in gara vinse il confronto con il compagno di squadra Heinz-Harald Frentzen. Lasciato il sedile al rientrante Wendlinger per le ultime due gare stagionali, tornò quindi a fare il tester per la Williams, venendo confermato anche nel medesimo ruolo per le stagioni 1996 e 1997 rimanendo nel circus. Per la stagione 1998 scaduto il contratto con la squadra di Frank Williams, tentò di rimanere in F1 facendo due test con Jordan e Tyrrell senza successo. Chiuse definitivamente le porte della Formula 1, ritornò alle gare con vetture sport. Cogliendo anche due podi, un 2º e 3º posto alla 24 Ore di Le Mans.

#### Risultati completi
| 1995 | Scuderia | Vettura    |  |  |  |  |   |     |     |   |   |    |    |   |    |     |     |  |  | Punti | Pos. |
| ---- | -------- | ---------- |  |  |  |  | - | --- | --- | - | - | -- | -- | - | -- | --- | --- |  |  | ----- | ---- |
| 1995 | Sauber   | Sauber C14 |  |  |  |  | 8 | Rit | Rit | 9 | 5 | 10 | 11 | 6 | 12 | Rit | Rit |  |  | 3     | 16º  |

| Legenda | 1º posto     | 2º posto | 3º posto    | A punti         | Senza punti/Non class.  | Grassetto – Pole position Corsivo – Giro più veloce |
| Legenda | Squalificato | Ritirato | Non partito | Non qualificato | Solo prove/Terzo pilota | Grassetto – Pole position Corsivo – Giro più veloce |